# حلقه الماس

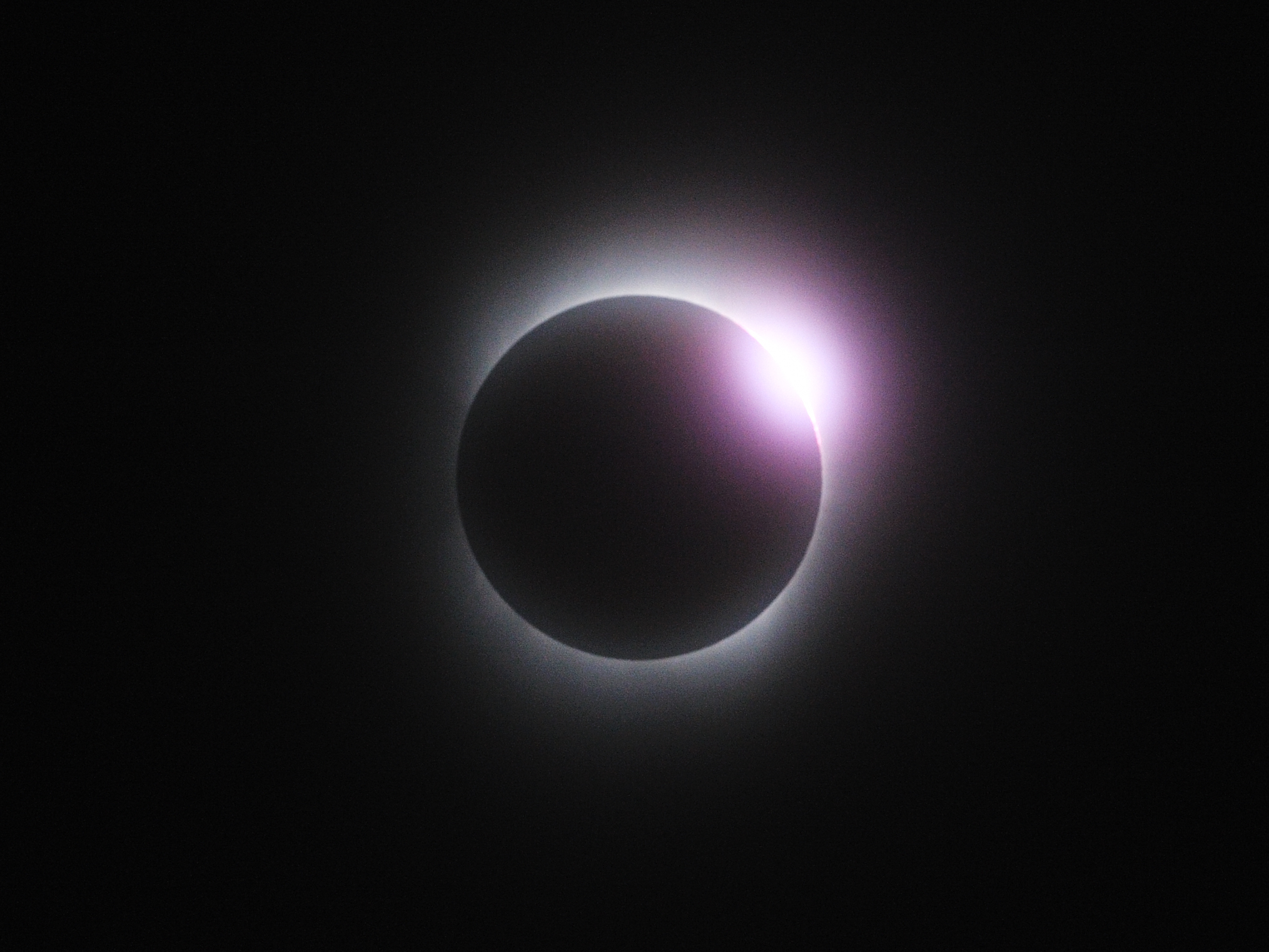
حلقه الماس.

پدیده‌ای که دقیقاً لحظاتی پیش و پس از گرفتِ کلی خورشید به‌صورت پرتوِ نوری از خورشید از کنار لبهٔ قرص تاریک ماه دیده می‌شود حلقهٔ الماس نامیده می‌شود.
تورفتگی هاو انحراف‌های لبه ماه از شکل دایره کامل، در لبه کناری آن اجازه می‌دهند که پرتوهای نور قرص خورشید از میان آن‌ها عبور کرده و درحالی‌که هنوز خورشید پنهان است (و آسمان تاریک است) طی چند ثانیه به صورت دانه‌هایی درخشان ظاهر شوند. 
این پدیده به افتخار فرانسیس بیلی که در سال ۱۸۳۶ به توضیح آن پرداخت دانه‌های تسبیح بیلی هم نامیده شده‌است. مشاهده این پدیده با چشم غیر مسلح ایمنی ندارد. 